# 童崇光
童崇光（1925年—），男，四川重庆人，中国石油地质与勘探专家，曾任成都地质学院教授、博士生导师。